# Anna Levinsohn
Anna Levinsohn (Kopenhagen, 8 januari 1839 – aldaar, 22 maart 1899) was een Deense sopraan/mezzosopraan met als specialiteit opera, tevens was ze toneelactrice.
Anna Henriette Andersen werd als oudste dochter geboren binnen het gezin van hoboïst Peter Christian Andersen (1806-1864) en Marie Louise Restorff (1811-1894). Ze huwde met in 1871 met medicus Carl Viggo Levinsohn
Ze kreeg haar opleiding van Carl Helsted en Frederik Høedt. Ze werd lid van Det Kongelige Operakor in het seizoen 1857-1858. Op 20 december 1860 debuteerde ze officieel als solist als Nanette in het sprookje Roodkapje (Den Lille Rødhætte). Eerder was ze al te zien twee maanden eerder in een zangspel van Cherubini. Anna Levinsohn werd voornamelijk bekend door haar rollen in opera’s van Wolfgang Amadeus Mozart. Ze zong Zerlina in Don Giovanni, Papagena in Die Zauberflöte en Susanna in Le Nozze di Figaro. In 1879 werd ze erkend als "koninklijk kamerzangeres". In dat jaar vond ook haar laatste optreden plaats.